# 小町幸生
小町幸生（こまちゆきお）有限会社小町建築設計事務所主宰。建築家。

## 経歴
1945年 9月 東京都生まれ。工業高等学校機械科をへて東京都に入り働きながら 日本大学理工学部二部に進学。1969年建築学科卒業。1969年 4月 株式会社集団製作建築事務所。1973年 4月 株式会社氏家隆正設計事務所。 1978年 有限会社小町建築設計事務所設立。若い建築家集団会員。

## メディア
1996年 7月 渡辺篤史の「こんな家を建てたい」講談社文庫　掲載。 2009年 5月 渡辺篤史の建もの探訪BOOK　掲載。同番組で（テレビ朝日）3回放映〈梅宮邸、鈴木邸、高橋邸〉

## 受賞
1996年、INAXデザインコンテスト入賞。 1999年、TH大賞大規模　優秀賞。 2009年、市住宅コンクール優秀賞。 2012年、市住宅コンクール優秀賞。 2013年、市住宅コンクール優秀賞。東村山市住宅コンクール市長賞受賞。第10回トステムＴＨ大賞大規模優秀賞受賞。

## 作品
- https://sumika.me/pro/profile/komati-7参照